# Libnotes punctatissima
Libnotes punctatissima är en tvåvingeart som beskrevs av de Meijere 1915. Libnotes punctatissima ingår i släktet Libnotes och familjen småharkrankar. Inga underarter finns listade i Catalogue of Life.